# Emily Davison

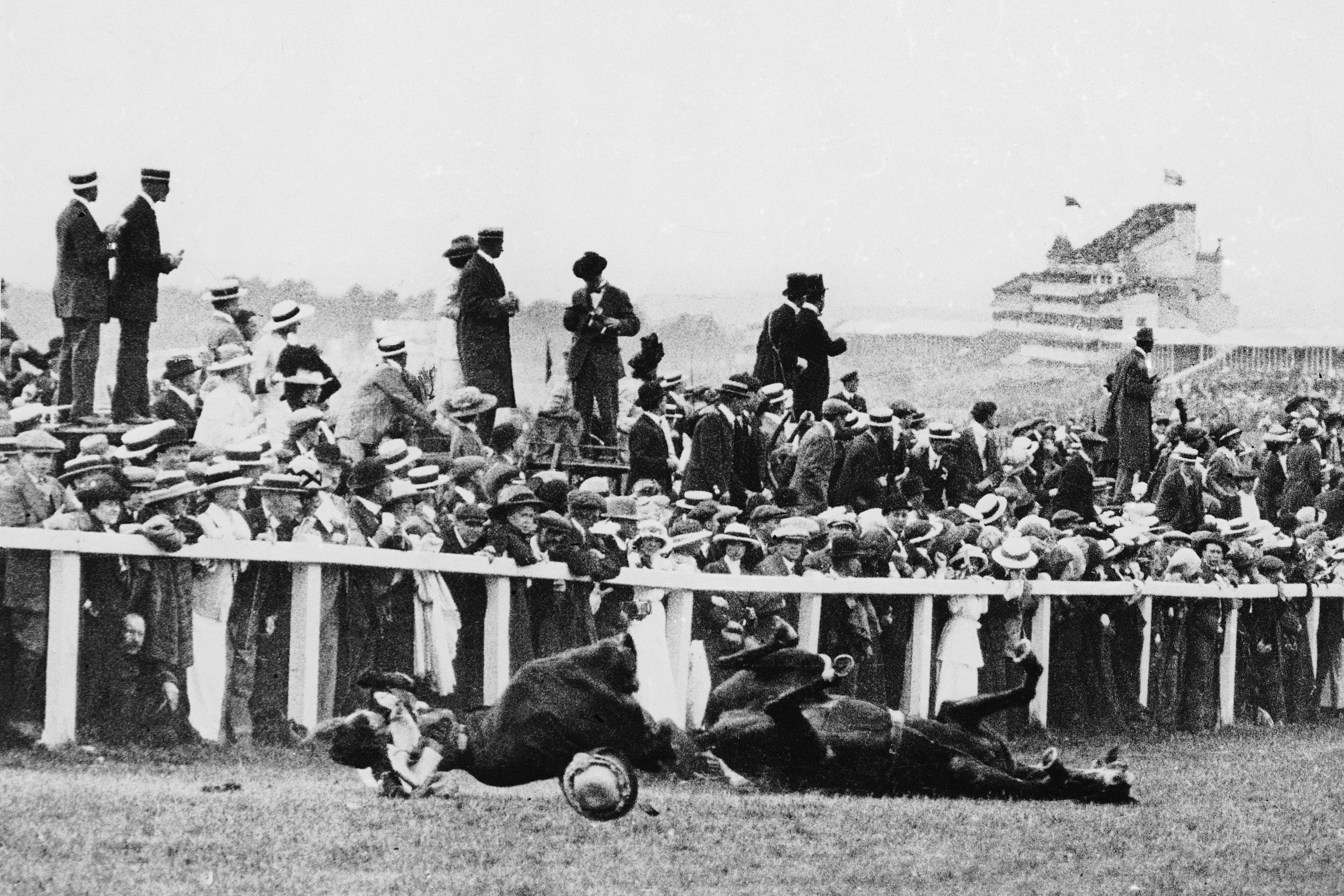
Emily Davisons död på galoppbanan 1913.

Emily Davison, född 11 oktober 1872 i Blackheath, London, död 8 juni 1913 i Epsom, Surrey, var en brittisk militant suffragett.
Hon blev medlem av Women's Social and Political Union (WSPU) 1906 och satt i fängelse flera gånger på grund av stenkastning, för att ha satt eld på brevlådor, och för att ha bombat dåvarande finansministern David Lloyd Georges lantställe. 
Under fängelsevistelserna hungerstrejkade hon upprepade gånger, och tvångsmatades vid flera tillfällen. Vid ett tillfälle barrikaderade hon sig i sin cell men myndigheterna vägrade att ge efter. De stack in en brandslang genom cellfönstret och mer eller mindre dränkte henne i vatten tills det stod upp till knäna på henne. Under sina fängelsevistelser försökte hon även vid två tillfällen begå självmord.
Den 4 juni 1913 kastade hon sig framför kung Georg V:s häst Anmer under galopplöpet Epsom Derby. Hon trängde sig fram till första ledet av en stor folkmassa. Anmer ledde loppet och när publiken började hurra kröp hon fram under räcket och hamnade framför de galopperande hovarna. Häst och jockey Herbert Jones föll i marken, Davison blev nedtrampad av hästen och hon avled fyra dagar senare av de skallskador hon ådragit sig. Vid hennes begravning bars kistan genom London, eskorterad av 2 000 uniformerade suffragetter. Kistan var insvept i en flagga med suffragetternas färger, violett, vitt och grönt.
Davisons död förklarades länge med att hon medvetet skadat sig själv för att belysa suffragetternas kamp. Men många moderna historiker menar att det förmodligen inte var ett självmord, utan istället konsekvensen av ett misslyckat försök att väcka uppmärksamhet genom att fästa WSPU:s fana på hästen.